# 胡衛東
胡 衛東（英語: Hu Weidong、1970年1月3日 - ）は、中華人民共和国江蘇省徐州出身の元プロバスケットボール選手である。198cm。背番号8。

## 来歴
1985年に15歳で江蘇ドラゴンズのジュニアチームに入団。
1987年よりジュニア中国代表に選ばれ、1987年から2002年まで中国代表としてプレーし、1993年のユニバーシアードで銅メダル、1994年のグッドウィルゲームズで銅メダル、1999年アジア選手権でMVPを獲得。1996年と2000年のオリンピック2度出場。
CBAでも2度のMVPを受賞している。
1998年にはNBAのダラス・マーベリックス、2000年にはオーランド・マジックよりオファーを受けるが、いずれも怪我のため断念。
2005年現役引退。ヘッドコーチに就任する。
2008年に退任。2012年、アシスタントコーチとして復帰。